# L'Espresso
L'Espresso è una rivista italiana fondata a Roma nel 1955. Il primo numero è andato in edicola il 2 ottobre 1955. Si definisce nella testata «settimanale di politica, cultura ed economia». È, con Panorama, uno dei due settimanali italiani più importanti. Dal 2023 è edito dalla Ludoil Energy di Donato Ammaturo.
Dal 15 settembre 2023 esce in edicola il venerdì, riprendendo lo storico giorno di uscita (dal 7 agosto 2016 al 10 settembre 2023 è uscito la domenica in abbinamento obbligatorio con il quotidiano la Repubblica).

## Storia
Nel 1955 venne fondata la “Società editrice L’Espresso” e furono realizzate le prime pubblicazioni della rivista sotto la direzione di Arrigo Benedetti. La prima edizione fu pubblicata il 2 ottobre 1955, 16 pagine di grande formato. Nel 1963 Eugenio Scalfari fu nominato nuovo direttore. Dopo che la rivista divenne più colorata a partire dal 1965 grazie alle immagini colorate e alla pubblicità colorata, la diffusione aumentò rapidamente e nel 1967 fu superato per la prima volta il limite di 100.000 riviste vendute per edizione.
Nel 1975 la società venne rinominata “Editoriale L'Espresso” e nell'autunno del 1986 venne scorporata la sezione Affari & Finanza (Affari & Finanza) distribuita insieme al quotidiano La Repubblica.

## Cronologia
- Nel 1955 Arrigo Benedetti e Eugenio Scalfari decidono di fondare un giornale a Roma.[6] Scalfari presenta un piano industriale a due importanti imprenditori: Adriano Olivetti e Enrico Mattei. Viene concluso un accordo con il primo, per un settimanale.[7] Benedetti crea la redazione attingendo a quella di «Cronache», settimanale che ha chiuso proprio quell'anno. Antonio Gambino, redattore capo, è confermato nello stesso ruolo nel nuovo giornale, così come gran parte della redazione: Cesare Brandi, Giancarlo Fusco, Fabrizio Dentice, Carlo Gregoretti, Cesare Zappulli e Bruno Zevi. Altri redattori provengono dall'«Europeo», il settimanale che Benedetti ha diretto fino al 1954: Manlio Cancogni, Giancarlo Fusco, Mario Agatoni, Camilla Cederna e Livio Zanetti.
- Viene costituita la società editrice «Nuove Edizioni Romane» (NER).[8] Proprietario è Adriano Olivetti; socio di minoranza (col 20% delle quote) è lo stampatore Roberto Tumminelli, già editore di «Cronache»;[9] direttore amministrativo è Eugenio Scalfari. Con la direzione di Arrigo Benedetti, il primo numero de L'Espresso esce a Roma il 2 ottobre 1955 con una foliazione di 16 pagine in formato lenzuolo. Viene stampato nella tipografia di Tumminelli.
- Nel 1957 Adriano Olivetti, a causa delle difficoltà che la linea politica aggressiva del settimanale crea al suo gruppo industriale, cede la proprietà;[10] dona l'ottanta percento delle proprie azioni a Carlo Caracciolo, che aveva già acquistato le azioni di Tumminelli e, il 10% ciascuno, a Benedetti e a Scalfari. Caracciolo diventa così azionista di maggioranza.
- Nel 1963 la direzione passa ad Eugenio Scalfari,[11] già direttore amministrativo. L'anno successivo la tiratura supera le 100 000 copie a numero.
- Nel 1965 le fotografie redazionali e le inserzioni pubblicitarie diventano a colori.
- Nel 1967 il settimanale si arricchisce di un inserto a colori di 32 pagine, formato 26 x 34 cm: «L'Espresso colore». Dedicato a un tema monografico, comprende di solito un ampio reportage, riccamente corredato di foto, e varie rubriche di costume.
- Nel 1968 Scalfari, eletto alla camera dei deputati, lascia la direzione a Gianni Corbi.[12]
- Nel 1970 subentra alla direzione Livio Zanetti.[10] Nasce un nuovo inserto: «L'Espresso economia e finanza».
- Nel giugno 1971 viene pubblicata una lettera aperta in cui si denunciano le responsabilità della questura (e di Luigi Calabresi) nella morte dell'anarchico Giuseppe Pinelli. Il comunicato, che contiene gravi accuse ha grande risonanza grazie al lungo elenco dei firmatari.
- Il 10 marzo 1974 la rivista abbandona il formato lenzuolo ed esce il primo numero in formato tabloid.[13] Il titolo di copertina riguarda i fondi neri della Montedison.
- Nel 1975 la società editrice cambia denominazione in «Editoriale L'Espresso».[14]
- Nell'autunno del 1986 la rubrica Affari & Finanza viene scorporata dalla rivista e distribuita insieme al quotidiano la Repubblica.[15]
- Nel 1989 l'Editoriale L'Espresso viene acquisita dalla Mondadori Editore.[16]
- Nel 1991, in seguito ad accordi tra la Mondadori e De Benedetti, nasce l'attuale Gruppo Editoriale L'Espresso S.p.A., il cui azionista di maggioranza è il Gruppo CIR. La direzione del settimanale è affidata a Claudio Rinaldi.[17]
- Nel 1997 nasce il sito web della rivista.
- Nel 2003 il nome della testata muta in «L'espresso».
- Nel 2011 la testata del periodico diventa «l'Espresso».
- Il 29 luglio 2016 Tommaso Cerno sostituisce Luigi Vicinanza come direttore.[18]
- Dal 7 agosto 2016 inizia a uscire la domenica in abbinamento obbligatorio con il quotidiano «la Repubblica» e il resto della settimana da solo;
- Dal 26 febbraio 2017 torna a presentarsi con la testata storica «L'Espresso» (con la "L" maiuscola).[19]
- Il 25 ottobre 2017 diviene direttore Marco Damilano.[20]
- Da gennaio 2019 il sito de L'Espresso inserisce su gran parte dei testi il paywall con il quale anticipa i servizi esclusivi del giornale.
- Il 21 febbraio 2019 il settimanale rinnova la sua grafica e la suddivisione delle rubriche.[21]
- Il 4 marzo 2022 Lirio Abbate viene nominato direttore in seguito alle dimissioni di Damilano,[22][23] confermato pochi giorni dopo dal nuovo proprietario BFC Media.
- Il 21 dicembre 2022 BFC Media solleva Abbate dalla carica di direttore e lo sostituisce con Alessandro Mauro Rossi, direttore di Forbes Italia.[24] Successivamente al cambio di direzione lasciano la rivista Altan, Makkox, Mauro Biani, Michele Serra, Barbara Alberti, Michela Murgia e altri giornalisti.[25] Iniziano invece a collaborare con la rivista Carlo Cottarelli, Francesca Barra, Maurizio Costanzo, Claudia Sorlini, Virman Cusenza, Fabrizio Barca, Enrico Giovannini, Ray Banhoff, Nicholas Ballario, Oliviero Toscani e Sergio Rizzo.[26]
- L'11 dicembre 2023 il gruppo BFC Media vende il 51% de L'Espresso al Gruppo Ludoil Energy della famiglia Ammaturo.[27]
- Il 23 gennaio 2024 Rossi si dimette dalla carica di direttore, venendo sostituito dal suo vice Enrico Bellavia.[28]
- Il 31 maggio 2024 Emilio Carelli viene nominato nuovo direttore, sostituendo Enrico Bellavia. Prima della nomina, Carelli era amministratore delegato della società editrice dell'Espresso stesso.[29]

## Le inchieste celebri
- 1955-1956: Capitale corrotta = Nazione infetta è la prima celebre iniziativa, un'inchiesta (1956) sulla speculazione edilizia a Roma. Il primo articolo uscì l'11 dicembre 1955 a firma di Manlio Cancogni. Per questa inchiesta, Cancogni e il direttore Arrigo Benedetti vennero denunciati dalla Società generale immobiliare. I due giornalisti furono assolti in primo grado. Ma al processo d'appello furono condannati a otto mesi di reclusione e 70 000 lire di multa (23 dicembre 1957).[30][31]
- 1957: I pirati della salute, inchiesta sulle industrie farmaceutiche e sul mercato dei medicinali rimborsati dalle mutue.[32]
- 1958: Rapporto sul vizio, indagine sulla prostituzione alla vigilia della chiusura delle case di tolleranza. Mafia e potere, i legami fra le cosche mafiose e gli uomini politici.[32]
- 1961: La mappa del potere: chi conta davvero in Italia tra i politici, gli imprenditori, i dirigenti e gli uomini di cultura.[32]
- 1962: Dai lager di Stalin, testimonianza di Aleksandr Isaevič Solženicyn sui gulag, i famigerati campi di lavoro sovietici.[32]
- 1965: La cedolare di San Pietro, rapporto sui finanzieri del Vaticano.[32] Le toghe di piombo, inchiesta sull'immobilismo della magistratura italiana.
- 1967: Il golpe del Sifar, clamorosa rivelazione sul Piano Solo preparato dal generale Giovanni de Lorenzo e sulla schedatura di centinaia di personaggi della politica e dell'economia italiana da parte dei servizi segreti.[32]
- 1968: Atlante della contestazione, inchiesta sulla protesta giovanile del sessantotto.[32]
- 1970: Il caso Valpreda, inchiesta sulla Strage di piazza Fontana e rivelazioni sulla cosiddetta pista nera.[32]
- 1971: Razza padrona, i giochi di potere tra finanza, industria e partiti politici.[32]
- 1972: Libertà d'antenna, campagna contro il monopolio RAI.[32]
- 1975: Il golpe Borghese, inchiesta sul Golpe Borghese del comandante Junio Valerio Borghese e delle coperture del SID diretto dal generale Vito Miceli.[32]
- 1978: Il caso Leone, celebre inchiesta di Camilla Cederna sull'allora presidente della Repubblica Italiana Giovanni Leone e sulle presunte speculazioni dei suoi familiari. Questa campagna scandalistica, che si sarebbe rivelata falsa, costrinse ugualmente Leone a rassegnare le dimissioni,[32][33] chieste ufficialmente dal Partito Comunista Italiano. Successivamente Cederna ed il settimanale furono condannati per diffamazione ad un cospicuo risarcimento.[34]
- 1980: I verbali Moro, pubblicazione delle testimonianze rese dai personaggi politici alla Commissione parlamentare d'inchiesta che indaga sulla vicenda Moro.[32]
- 1982: Un banchiere, una tragedia, i retroscena del caso Calvi, il cui cadavere fu rinvenuto al Blackfriars Bridge a Londra.[32]
- 1984: Mafia, la pista politica, le rivelazioni del pentito Tommaso Buscetta.[32]
- 1986: La grande spartizione, una mappa sulla lottizzazione dei partiti politici nei vari settori della vita pubblica.[32]
- 1990: Regime di stampa, riguardante l'ingresso di Berlusconi alla guida della Arnoldo Mondadori Editore.[32]
- 2008: Benvenuti a Velenitaly, inchiesta sullo Scandalo del vino al metanolo in Italia[32]
- 2009: Tra mafia e Stato, inchiesta esclusiva di copertina che documenta come andò la trattativa tra Cosa nostra e i politici, molti anni prima che iniziassero le indagini giudiziarie.[32][35]
- 2012: I quattro re di Roma, inchiesta sul campo che svela due anni prima dell'azione giudiziaria, la presenza a Roma di intrecci che sarebbero stati oggetto dell'indagine giudiziaria detta "Mafia Capitale", denunciando per primo il potere del clan di Massimo Carminati che per questo motivo inizia a minacciare l'autore dell'inchiesta Lirio Abbate come emerge dalle intercettazioni effettuate dai carabinieri del Ros.[32][36]
- 2012: Carceri d'oro, inchiesta che racconta come non ci sono soldi per nuove prigioni visto il sovraffollamento di detenuti mentre ministri ed ex dirigenti della Giustizia siedono in auto blu, case di lusso, superconsulenze.[32][37]
- 2013: I segreti dei paradisi fiscali, inchiesta offshore leaks su duecento italiani presenti in due paradisi fiscali. Tra loro un commercialista dello studio Tremonti, l'hacker di Telecom, una dinastia di gioiellieri milanesi e due professionisti di Piazza Affari.[32][38]
- 2014: I fasciomafiosi alla conquista di Roma, inchiesta di Lirio Abbate su ex terroristi e colletti bianchi uniti dall’ideologia e dal denaro. E ormai più forti dei tradizionali clan. Ecco l’inedita rete di potere che controlla la Capitale prima degli arresti del mondo di Mezzo.[32][39]
- 2014: Violentate nel silenzio dei campi a Ragusa: il nuovo orrore delle schiave romene, un'inchiesta sui fatti registrati nella campagna siciliana, e su cui l'Espresso è tornato più volte con una lunga serie di articoli.[32][40]
- 2015: La verità sul libro che fa tremare il Vaticano. Gli incontri con le fonti nei ristoranti e nei parchi di Roma. Le carte segrete. Le verifiche incrociate. Emiliano Fittipaldi racconta i retroscena dell'inchiesta che ha terremotato la Santa Sede, servizio di copertina che porta allo scandalo Vatileaks 2, che coinvolge Papa Francesco, il quale, dopo aver denunciato il furto di documenti nel tradizionale Angelus domenicale, fa aprire un processo da parte della Magistratura vaticana. Tale processo è attualmente in corso e vede su banco degli imputati, per la prima volta nella storia, due giornalisti italiani: lo stesso Fittipaldi e Gianluigi Nuzzi, quest'ultimo per aver pubblicato sullo stesso argomento il suo terzo bestseller internazionale Via Crucis.[32]
- 2016: Caso Regeni, buio di Stato, inchiesta esclusiva che racconta i retroscena sulla tortura a Giulio Regeni per scuotere l'Egitto e arrivare ad avere verità e giustizia.[32][41] L'Espresso crea una piattaforma protetta Eleaks per raccogliere testimonianze di whistleblower sulle torture e le violazioni dei diritti umani.[42] Per chiedere giustizia per Giulio e per tutti i Regeni d'Egitto.
- 2016: Panama Papers, inchiesta esclusiva per l'Italia de L'Espresso che, sotto la direzione di Luigi Vicinanza, svela nell'aprile 2016, i movimenti di denaro transitato o depositato nei paradisi fiscali di vip di tutto il mondo compresi 800 italiani. Per questa inchiesta, nell'aprile 2017, L'International Consortium of Investigative Journalists, di cui fa parte anche L'Espresso, si aggiudica il premio Pulitzer nella categoria Giornalismo divulgativo.[32][43]
- 2019: "3 milioni per Salvini", inchiesta de L'Espresso che rivela una trattativa tra la Lega Nord e degli oligarchi russi (considerati vicini al presidente della Federazione Russa Vladimir Putin).[21][32]
- 2019: Concorso presidi, uno scandalo tutto italiano. Commissari ubiqui, preveggenza, risultati anticipati sui social, software impazziti. E parlamentari candidati.[44]
- 2020: Inchiesta sul cardinale Angelo Becciu, che avrebbe dirottato denaro delle elemosine verso fondi speculativi e favori alla famiglia. E il Papa ordina chiarezza e punizioni per i responsabili.[32][45]

L'Espresso è stato storicamente vicino alle posizioni di centro-sinistra, anche se non ha mai lesinato critiche a tale schieramento. In questo senso L'Espresso si è fatto portavoce di diverse battaglie civili, quali quella per l'approvazione in Italia della legge sul divorzio e per il "no" al successivo referendum abrogativo del 1974 promosso dalle forze cattoliche; quella a favore della legge 194 sull'interruzione volontaria di gravidanza, con una copertina scandalo dove si vedeva una donna nuda e incinta in croce; la campagna contro il presidente della Repubblica Italiana Giovanni Leone, che sfociò nelle sue dimissioni, quella contro il monopolio RAI e quella sulla moralizzazione della vita pubblica a proposito della cosiddetta Tangentopoli.
Verso l'inizio degli anni novanta ha avuto risonanza nei mass media una polemica riferita alla presenza sistematica sulle copertine della rivista del corpo femminile nudo che, ad opinione di molti detrattori, aveva come unico scopo quello di attirare l'attenzione del pubblico. Si invoglia all'acquisto, ma tali immagini hanno all'interno ben poca o nessuna attinenza con gli argomenti trattati dalla rivista. L'uso del nudo femminile in copertina è stato abbandonato a partire dal 2002.

## Variazioni dell'assetto proprietario
Nata nel 1955 con il nome "Società Editrice L'Espresso", nel 1975 cambia denominazione in "Editoriale L'Espresso".
Nel 2016 diviene GEDI Gruppo Editoriale S.p.A., società quotata in borsa.
Dal 23 aprile 2020 il maggior azionista del gruppo editoriale diviene Giano Holding, società interamente posseduta dalla Exor, controllata dalla famiglia Agnelli, che acquisisce il 60,9% del capitale sociale di GEDI.
Il 7 marzo 2022 la rivista è stata venduta dal gruppo Gedi Spa a una nuova società, L'Espresso Media srl, del gruppo BFC Media. Il passaggio di proprietà è diventato operativo il 1º luglio.
Nel dicembre 2023 la rivista viene ceduta alla società petrolifera Ludoil, di proprietà di Donato Ammaturo.

## Le rubriche
Per molti anni appuntamenti fissi del settimanale sono stati quelli relativi alla politica estera (Taccuino Internazionale di Antonio Gambino), cinema (la cui rubrica è stata tenuta da Alberto Moravia), all'architettura (Bruno Zevi), alla televisione Sergio Saviane, alla letteratura (Paolo Milano dal 1957 ai primi anni Ottanta, quindi Enzo Siciliano), e al costume (Il lato debole di Camilla Cederna).
Dal 2001 al 2016 l'ultima pagina del giornale ha ospitato in alternanza quindicinale due rubriche: La bustina di minerva (nata nel 1985), una rubrica di divagazioni, firmata da Umberto Eco, e Il vetro soffiato, una rubrica di ragionamenti, di Eugenio Scalfari. Dopo la morte di Eco, l'alternanza è tra Scalfari e Bernardo Valli, la cui rubrica si intitola Dentro e fuori.
Tra le rubriche fisse nel corso degli anni vi sono state la vignetta di Altan in apertura dello sfoglio del giornale, le tavole di Makkox, la striscia di Mauro Biani intitolata Taglio alto, la pagina di Michele Serra intitolata Satira preventiva, quella di Bernardo Valli Dentro e fuori e quella di Michela Murgia, L'Antitaliana, che riprende quella storica di Giorgio Bocca, a cui era succeduto nel 2011 Roberto Saviano.

### La «Slangopedia»
Dal 2001, per alcuni anni, sul sito web della testata è stata presente la sezione Slangopedia, un vocabolario on-line di espressioni gergali e giovanili della lingua italiana, curato da Maria Simonetti e aggiornato con nuove segnalazioni ogni due settimane. Sempre sul sito è presente la sezione Chiesa.it, curata da Sandro Magister, che ha raggiunto fama internazionale con la recensione che le ha dedicato la rivista statunitense Foreign Policy.

## Vendite
- 1957: 90/100 000
- 1964: 107 000
- 1968: 136 000
- 1972: 157 000
- 1974: 283 000
- 1975: 353 000
- 2007: 388 070
- 2013: 234 285
- 2014: 198 389
- 2015: 168 338
- 2016: 203 793
- 2017: 269 355
- 2018: 238 293
- 2019: 198 710

Fonte: Silvia Pizzetti, I rotocalchi e la storia, 1982. Dal 2007 cartaceo+digitale

## Direttori
- Arrigo Benedetti (2 ottobre 1955 - 2 giugno 1963)
- Eugenio Scalfari (9 giugno 1963 - 24 marzo 1968)
- Gianni Corbi (31 marzo 1968 - 5 aprile 1970)
- Livio Zanetti (12 aprile 1970 - 1º luglio 1984)[58]
- Giovanni Valentini (15 luglio 1984 - 7 luglio 1991)
- Claudio Rinaldi (14 luglio 1991 - 29 luglio 1999)
- Giulio Anselmi (5 agosto 1999 - 7 marzo 2002)
- Daniela Hamaui (14 marzo 2002 - 5 agosto 2010)
- Bruno Manfellotto (12 agosto 2010 - 9 ottobre 2014)
- Luigi Vicinanza (17 ottobre 2014 - 29 luglio 2016)
- Tommaso Cerno (29 luglio 2016 - 25 ottobre 2017)
- Marco Damilano (25 ottobre 2017 - 4 marzo 2022)
- Lirio Abbate (4 marzo 2022 - 21 dicembre 2022)
- Alessandro Mauro Rossi (21 dicembre 2022 - 24 gennaio 2024)
- Enrico Bellavia (24 gennaio 2024 - 31 maggio 2024)
- Emilio Carelli (31 maggio 2024 - in carica)

## Le firme
Tra i precedenti collaboratori dell'Espresso figurano noti giornalisti ed editorialisti come Umberto Eco, Giampaolo Pansa, Giorgio Bocca, Enzo Biagi, Peter Gomez ed Edmondo Berson. Tra i suoi attuali contributori notevoli figurano Eugenio Scalfari, Michele Serra, Stefano Bartezzaghi, Marco Travaglio, Massimo Riva, Alessandro Gilioli, Massimo Cacciari, Alessandro Longo, Gianni Vattimo, Umberto Veronesi, Luigi Zingales, il vaticano corrispondente Sandro Magister, lo scrittore Roberto Saviano e l'economista Jeremy Rifkin.

### Firme del passato
- Umberto Eco
- Leonardo Sciascia
- Antonio Gambino
- Alberto Moravia
- Enzo Siciliano
- Paolo Milano
- Bruno Zevi
- Emanuele Pirella
- Gianluigi Melega
- Tullio De Mauro
- Giuseppe Turani
- Umberto Veronesi
- Alberto Arbasino
- Giovanni Giudici
- Gad Lerner
- Roberto Cotroneo
- Pier Vittorio Tondelli
- Giampaolo Pansa
- Giorgio Bocca
- Enzo Biagi
- Lorenzo Soria
- Antonio Padellaro
- Marco Travaglio
- Peter Gomez
- Edmondo Berselli
- Eugenio Scalfari
- Ezio Mauro
- Michele Serra
- Roberto Saviano
- Altan
- Makkox
- Massimo Cacciari
- Stefano Bartezzaghi
- Gigi Riva
- Roberto Andò
- Giuseppe Genna
- Michela Murgia
- Colin Crouch
- Massimo Riva
- Gianni Vattimo
- Michele Ainis
- Luigi Zingales
- Michel Onfray
- Giuseppe Catozzella
- Natalia Aspesi
- Piero Ignazi
- Denise Pardo
- Bernardo Valli
- Valeria Parrella
- Cesare de Seta
- Germano Celant
- Mario Fortunato
- Mauro Biani
- Marco Belpoliti
- Fabrizio Gatti
- Emiliano Fittipaldi
- Sandro Magister
- Jeremy Rifkin
- Maurizio Costanzo
- Oliviero Toscani

### Firme attuali
- Felice Florio (Responsabile sito e social)
- Carlo Cottarelli
- Francesca Barra
- Claudia Sorlini
- Virman Cusenza
- Fabrizio Barca
- Enrico Giovannini
- Ray Banhoff
- Nicolas Ballario
- Sergio Rizzo
- Gianfranco Turano
- Gloria Riva
- Massimo Cacciari
- Massimiliano Pananari
- Alberto Bruschini
- Nicola Graziano
- Paolo Siani
- Fabio Ferzetti
- Gino Castaldo